# Монік Геннаган
Монік Геннаган (англ. Monique Hennagan; нар. 26 травня 1976) — американська легкоатлетка, що спеціалізується на спринті, дворазова олімпійська чемпіонка, чемпіонка світу.

## Кар'єра
| Рік             | Змагання                     | Місто                      | Місце            | Дисципліна            | Примітки        |
| Представник США | Представник США              | Представник США            | Представник США  | Представник США       | Представник США |
| --------------- | ---------------------------- | -------------------------- | ---------------- | --------------------- | --------------- |
| 1999            | Чемпіонат світу в приміщенні | Маебасі, Японія            | 3                | естафета 4×400 метрів | 3:27.59         |
| 2000            | Олімпійські ігри             | Сідней, Австралія          | 6 (чвертьфінали) | біг на 400 метрів     | 51.85           |
| 2000            | Олімпійські ігри             | Сідней, Австралія          | 1                | естафета 4×400 метрів | 3:22.62         |
| 2001            | Чемпіонат світу в приміщенні | Лісабон, Португалія        | 5                | біг на 400 метрів     | 52.83           |
| 2001            | Чемпіонат світу в приміщенні | Лісабон, Португалія        | —                | естафета 4×400 метрів | DSQ             |
| 2001            | Чемпіонат світу              | Едмонтон, Канада           | 5 (півфінали)    | біг на 400 метрів     | 50.98           |
| 2001            | Чемпіонат світу              | Едмонтон, Канада           | 4                | естафета 4×400 метрів | 3:26.88         |
| 2003            | Чемпіонат світу в приміщенні | Бірмінгем, Велика Британія | 5                | біг на 400 метрів     | 52.08           |
| 2003            | Чемпіонат світу в приміщенні | Бірмінгем, Велика Британія | 3                | естафета 4×400 метрів | 3:31.69         |
| 2004            | Олімпійські ігри             | Афіни, Греція              | 4                | біг на 400 метрів     | 49.97           |
| 2004            | Олімпійські ігри             | Афіни, Греція              | 1                | естафета 4×400 метрів | 3:19.01         |
| 2007            | Чемпіонат світу              | Токіо, Японія              | 1                | естафета 4×400 метрів | 3:23.37         |